# Veit Schalle

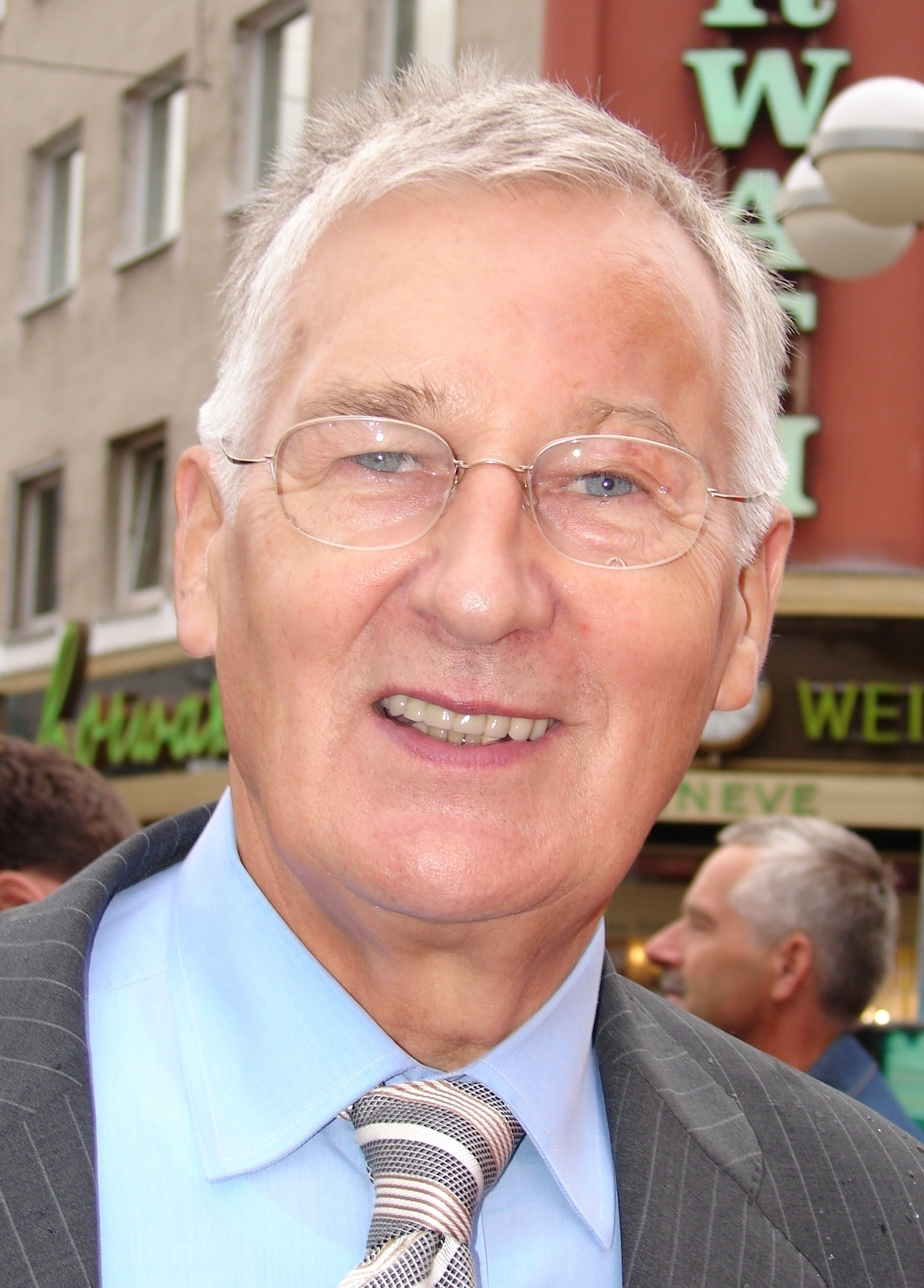
Veit Schalle (2006)

Veit Schalle (* 24. Oktober 1942 in Klagenfurt, Kärnten; gebürtig Veit Slugovc) ist ein österreichischer Politiker (Bündnis Zukunft Österreich).
Vor seiner Pensionierung im Jahr 2005 war er Manager im Lebensmittelhandel.

## Karriere
Veit Schalle begann als Einzelhandelslehrling 1957. 1971 wurde er Geschäftsführer der Lebensmittelkette Merkur. Von 1979 bis zu seiner Pensionierung 2005 war er Vorstandsvorsitzender BML Holding Österreich, die Einzelhandelsmärkte Billa, Merkur und früher auch Mondo (heute Penny) zur Marktführerschaft führte und ausbaute. 1988 wurde er auch Generalbevollmächtigter des Billa-Konzerns von Karl Wlaschek. Er blieb auch der Vorsitzende nach dem Verkauf von Billa an den deutschen Rewe-Konzern. Von 2000 bis 2004 war er im Aufsichtsrat der ÖIAG. Von 1999 bis 2001 war er auch im Aufsichtsrat der KELAG.
Für die Nationalratswahl 2006 wurde er hinter Peter Westenthaler Nummer 2 auf der Bundesliste und BZÖ-Wirtschaftssprecher. In der XXIII. Gesetzgebungsperiode zog er dann als einer von sieben BZÖ-Mandataren in den österreichischen Nationalrat ein.

## Politische Linie
Schalle tritt gegen zusätzliche zweisprachige Ortstafeln in Kärnten ein und beklagt die angebliche Bevorzugung der Kärntner Slowenen in den Schulen. Betreffend Ortstafelstreit sagte Schalle in einem Interview mit der Tiroler Tageszeitung vom 9. September 2006 wörtlich: „Sie sind hier zu Gast und müssten sich dementsprechend nach Österreich orientieren, statt Ortstafeln zu erstreiten.“
Im September 2006 erregte er weiteres Aufsehen in einem Interview mit dem Nachrichtenmagazin Profil, angesprochen auf Jörg Haiders Aussprüche zur „ordentlichen Beschäftigungspolitik im Dritten Reich“: „Beeindruckend fand ich schon, was die damals für ein Wirtschaftsprogramm aufgestellt haben“. Er betonte allerdings dabei auch seine klare Distanzierung vom NS-Regime. Er fügte hinzu: „Mit Zwang geht's wahrscheinlich nicht. Das kann kein Vorbild sein“.

## Familie
Veit Schalle war mit Janet Kath, Besitzerin der Interio-Möbelgeschäfte verheiratet. Aus erster Ehe hat er drei erwachsene Kinder.

## Namensänderung
Auf seinen slowenisch anmutenden Taufnamen angesprochen, meinte Schalle: „Ich habe keinen slowenischen Namen. Weil bei uns die Pfarrer alle Slowenen sind, wurde bei mir im Taufschein der Name slowenisch eingetragen statt Slugoutz. Mein Großvater ist aus dem Norden Deutschlands gekommen.“

## Auszeichnungen
- 1992: Großes Goldenes Ehrenzeichen des Landes Kärnten
- 2001: Silbernes Komturkreuz des Landes Niederösterreich
- 2002: Großes Goldenes Ehrenzeichen des Landes Steiermark
- 2004: Landesorden in Silber der Kärntner Landesregierung
- 2004: Großes Silbernes Ehrenzeichen mit dem Stern für Verdienste um die Republik Österreich[2]
- 2007: Goldenes Ehrenzeichen für Verdienste um das Land Wien